# 霜田史光
霜田 史光（しもた しこう、- のりみつ、1896年6月19日 - 1933年3月11日）は、日本の詩人、小説家。

## 人物・来歴
埼玉県浦和市（現さいたま市南区）出身。本名は平治。1919（大正8）年詩集『流れの秋』を刊行。野口雨情共編『日本民謡名作集』ほか、剣豪小説を書く。38歳で死去。「しもだ」とも。子孫に第13代さいたま市議会議長、霜田紀子がいる。

## 著書
- 『流れの秋 詩集』文武堂書店 1919
- 『シーザー』(世界少年少女偉人伝大系)金の星社 1926
- 『日本十大剣客伝』新興社 1929
- 『霜田史光 作品と研究』竹長吉正編著 和泉書院(近代作家文学選集) 2003

### 共編著
- 『日本民謡名作集』野口雨情共編 民衆文芸社 1921
- 『日本民謡選集』（編）新詩壇社 1924
- 『寛永武鑑本伝御前試合』吉川英治共著 講談社 1997.9

### 翻訳
- ジュウール・ヴェルヌ『十五少年漂流記』金塔社 1925

## 伝記
- 竹長吉正『評伝霜田史光』日本図書センター, 2003.9

## 参考
- 日本人名大辞典
- 新潮文学辞典